# Sydney International 2019
Sydney International 2019 - тенісний турнір, що проходив на відкритих кортах з твердим покриттям NSW Tennis Centre у Сіднеї (Австралія). Належав до Туру ATP 2019 і Туру WTA 2019. 
Це був 127-й за ліком Sydney International. Тривав з 6 до 12 січня 2019 року.

## Призові очки і гроші

### Розподіл очок
| Дисципліна                 | П   | Ф   | ПФ  | ЧФ  | 1/8 | 1/16 | Q   | Q2  | Q1  |
| Одиночний розряд, чоловіки | 250 | 150 | 90  | 45  | 20  | 0    | 12  | 6   | 0   |
| Парний розряд, чоловіки    | 250 | 150 | 90  | 45  | 0   | Н/Д  | Н/Д | Н/Д | Н/Д |
| Одиночний розряд, жінки    | 470 | 305 | 185 | 100 | 55  | 1    | 25  | 13  | 1   |
| Парний розряд, жінки       | 470 | 305 | 185 | 100 | 1   | Н/Д  | Н/Д | Н/Д | Н/Д |

### Розподіл призових грошей
| Дисципліна                 | П        | Ф       | ПФ      | ЧФ      | 1/8     | 1/161  | Q2     | Q1     |
| Одиночний розряд, чоловіки | $90,990  | $49,205 | $27,175 | $15,435 | $8,880  | $5,320 | $2,575 | $1,285 |
| Парний розряд, чоловіки *  | $29,860  | $15,300 | $8,290  | $4,740  | $2,780  | Н/Д    | Н/Д    | Н/Д    |
| Одиночний розряд, жінки    | $141,875 | $75,570 | $40,322 | $21,660 | $11,620 | $6,345 | $3,500 | $1,828 |
| Парний розряд, жінки *     | $44,200  | $23,615 | $12,905 | $6,565  | $3,570  | Н/Д    | Н/Д    | Н/Д    |

1Кваліфаєри отримують і призові гроші 1/16 фіналу.

*на пару

## Учасники чоловічих змагань

### Сіяні
| Країна    | Гравець          | Рейтинг1 | Посіяний |
| --------- | ---------------- | -------- | -------- |
| Греція    | Стефанос Ціціпас | 15       | 1        |
| Росія     | Данило Медведєв  | 16       | 2        |
| Аргентина | Дієго Шварцман   | 17       | 3        |
| Франція   | Жиль Сімон       | 30       | 4        |
| Австралія | Алекс де Мінор   | 31       | 5        |
| Франція   | Люка Пуй         | 32       | 6        |
| Угорщина  | Мартон Фучович   | 36       | 7        |
| Італія    | Андреас Сеппі    | 37       | 8        |

- 1 Рейтинг подано станом на 31 грудня 2018.

### Інші учасники
Нижче наведено учасників, які отримали вайлдкард на участь в основній сітці:
- Джеймс Дакворт
- Alexei Popyrin[3]
- Джордан Томпсон[3]

Нижче наведено гравців, які пробились в основну сітку через стадію кваліфікації:
- Гільєрмо Гарсія-Лопес
- Йосіхіто Нісіока
- Рейллі Опелка
- Рубльов Андрій

Такі тенісисти потрапили в основну сітку як Щасливі лузери: 
- Гвідо Андреоцці
- Таро Даніель

### Знялись з турніру
До початку турніру
- Кайл Едмунд → його замінив  Сем Кверрі
- Ніколас Джаррі → його замінив  Гвідо Андреоцці
- Данило Медведєв → його замінив  Таро Даніель
- Жо-Вілфрід Тсонга → його замінив  Деніс Кудла

### Завершили кар'єру
- Малік Джазірі

## Учасники основної сітки в парному розряді

### Сіяні
| Країна          | Гравець               | Країна          | Гравець        | Рейтинг1 | Сіяний |
| --------------- | --------------------- | --------------- | -------------- | -------- | ------ |
| Колумбія        | Хуан Себастьян Кабаль | Колумбія        | Роберт Фара    | 10       | 1      |
| Велика Британія | Джеймі Маррей         | Бразилія        | Бруно Соарес   | 14       | 2      |
| Хорватія        | Нікола Мектич         | Австрія         | Александер Пея | 30       | 3      |
| США             | Ражів Рам             | Велика Британія | Джо Солсбері   | 51       | 4      |

- 1 Рейтинг подано станом на 31 грудня 2018.

### Інші учасники
Нижче наведено пари, які отримали вайлдкард на участь в основній сітці:
- Алекс Болт /  Matt Reid
- Ллейтон Г'юїтт /  Джордан Томпсон

Наведені нижче пари отримали місце як заміна:
- Luke Bambridge /  Jonny O'Mara

### Знялись з турніру
До початку турніру
- Ніколас Джаррі
- Малік Джазірі

## Учасниці

### Сіяні
| Країна     | Гравчиня            | Рейтинг1 | Посіяний |
| ---------- | ------------------- | -------- | -------- |
| Румунія    | Сімона Халеп        | 1        | 1        |
| Німеччина  | Анджелік Кербер     | 2        | 2        |
| Японія     | Наомі Осака         | 5        | 3        |
| США        | Слоун Стівенс       | 6        | 4        |
| Чехія      | Петра Квітова       | 7        | 5        |
| Чехія      | Кароліна Плішкова   | 8        | 6        |
| Нідерланди | Кікі Бертенс        | 9        | 7        |
| Росія      | Дарія Касаткіна     | 10       | 8        |
| Латвія     | Анастасія Севастова | 11       | 9        |
| Бельгія    | Елісе Мертенс       | 12       | 10       |

- 1 Рейтинг подано станом на 31 грудня 2018.

### Інші учасниці
Нижче наведено учасниць, які отримали вайлдкард на участь в основній сітці:
- Дарія Гаврилова [3]
- Петра Квітова
- Саманта Стосур
- Айла Томлянович

Учасниці, що потрапили в основну сітку завдяки захищеному рейтингу: 
- Тімеа Бачинскі

Нижче наведено гравчинь, які пробились в основну сітку через стадію кваліфікації:
- Катерина Александрова
- Деніелл Коллінз
- Прісцілла Хон
- Юлія Путінцева
- Олександра Соснович
- Катерина Сінякова

Такі тенісистки потрапили в основну сітку як Щасливі лузери:
- Джоанна Конта
- Татьяна Марія
- Бернарда Пера
- Моніка Пуїг

### Знялись з турніру
До початку турніру
- Наомі Осака → її замінила  Моніка Пуїг
- Кароліна Плішкова → її замінила  Татьяна Марія
- Леся Цуренко → її замінила  Бернарда Пера

Під час турніру
- Гарбінє Мугуруса (GI Illness) [4]

## Учасниці в парному розряді

### Сіяні
| Країна   | Гравчиня           | Країна  | Гравчиня                   | Рейтинг1 | Сіяна |
| -------- | ------------------ | ------- | -------------------------- | -------- | ----- |
| Канада   | Габріела Дабровскі | КНР     | Сюй Їфань                  | 22       | 1     |
| США      | Ніколь Мелічар     | Чехія   | Квета Пешке                | 28       | 2     |
| Словенія | Андрея Клепач      | Іспанія | Марія Хосе Мартінес Санчес | 34       | 3     |
| Україна  | Надія Кіченок      | Чехія   | Барбора Стрицова           | 42       | 4     |

- 1 Рейтинг подано станом на 31 грудня 2018.

### Інші учасниці
Нижче наведено пари, які отримали вайлдкард на участь в основній сітці:
- Прісцілла Хон /  Айла Томлянович

## Переможниці

### Одиночний розряд, чоловіки
- Алекс де Мінор —  Андреас Сеппі, 7–5, 7–6(7–5)

### Одиночний розряд, жінки
- Петра Квітова —  Ешлі Барті 1–6, 7–5, 7–6(7–6) Для Квітової це був перший титул за сезон і 26-й — за кар'єру.

### Парний розряд, чоловіки
- Джеймі Маррей /  Бруно Соарес —  Хуан Себастьян Кабаль /  Роберт Фара, 6–4, 6–3

### Парний розряд, жінки
- Александра Крунич /  Катерина Сінякова —  Ері Нодзумі /  Алісія Росольська, 6–1, 7–6(7–3)